# Кон, Александр Феликсович
Александр Феликсович Кон (1897, Харьков, Российская империя — 1941, в районе дер. Знаменка (Угранский район), Смоленская область, РСФСР, СССР) — советский экономист, теоретик, педагог, доктор экономических наук, профессор МГУ (1935), специалист по экономической теории К. Маркса, политической экономии и теории советского хозяйства.

## Биография
Родился в семье ссыльных революционеров Феликса Яковлевича Кона и Христины Григорьевны Гринберг. Брат Елены Феликсовны Усиевич и Лидии Феликсовны Кон, переводчицы и литературного критика.
Обучался на юридическом факультете Харьковского университета. С 1919 — преподаватель в Коммунистическом университете им. Я. М. Свердлова, в Коммунистическом университете трудящихся Востока имени И. В. Сталина и Коммунистической академии. Читал лекции в Высшей школе пропагандистов им. Я. М. Свердлова при ЦК ВКП (б).
Был действительным членом Коммунистической академии, с 1930 года — член бюро экономической секции.
Профессор исторического факультета Московского государственного университета (1935).
Под редакцией А. Кона вышел 1-й том «Капитала» Маркса в СССР (1937)
Исследовал проблемы политической экономии и теорию советского планового хозяйства.
В 1941 — добровольно вступил в московское народное ополчение, пошёл на фронт. Погиб при обороне Москвы в районе деревни Знаменка Смоленской области. Похоронен в братской могиле на 242-м километре Минского шоссе.

## Избранные труды
- Теория промышленного капитализма. М., 1923.
- Финансовый капитал (Популярный очерк). М., 1925.
- Курс политической экономии. 3-е изд. М.-Л., 1929.
- Воспроизводство и накопление капитала. М., 1938.
- Возникновение простого товарного хозяйства и закон его движения, 1938.
- Всеобщий закон капиталистического накопления, 1938.
- Абсолютное и относительное обнищание рабочего класса, 1938.